# غجر سوريا
غجر سوريا مجموعة سكانية سوريّة تنتمي إلى مجموعة الشعوب الهندية، ينتشر غجر سوريا في جميع المحافظات والمناطق السوريّة ويتركزون بشكل أساسي في مدنها الكبرى، على الرغم من عدم الاعتراف بهم رسميّاً شأنهم شأن الأقليّات العرقيّة الأخرى يتمتع غجر سوريا بالمواطنة السوريّة الكاملة لهم ما للفرد السوري وعليهم ما عليه.
يطلق غجر سوريا على أنفسهم بلغتهم الدومرية اسم «دوم» أو «ضوم» ولكن في اللغة العربية يطلق عليهم العديد من الأسماء مثل: النور، والقرباط، والحجيات وغيرهم.